# Zdvinszk
Zdvinszk (oroszul: Здвинск) falu Oroszország ázsiai részén, a Novoszibirszki területen; a Zdvinszki járás székhelye.
Népessége: 5602 fő (a 2010. évi népszámláláskor).

## Elhelyezkedése
Novoszibirszktől 407 km-re délnyugatra, a Baraba-alföld központi részén, a Kargat folyó partján helyezkedik el. A legközelebbi vasútállomás a 98 km-re északra fekvő Barabinszkban van, a Transzszibériai vasútvonalon.

## Története
A sztyepp térségeit állandóan fenyegető Dzsungár Kánság bukása (1758) után jelentek meg ezen a vidéken (a Baraba-alföldön) az első orosz települések. A falut 1790-ben (vagy 1773-ban) alapították Taszkajevo néven. 1896-ban a folyóról Nyizsnyij-Kargatnak nevezték el, majd 1924-ben (vagy 1933-ban) egy M. Sz. Zdvinszkij nevű forradalmárról kapta mai nevét. 1925 óta járási székhely.
Az 1990-es évek végén Zdvinszktől 5 km-re, a Csicsa-tó partján nagy ősi település maradványait fedezték fel. A geofizikai felmérések és régészeti ásatások eredményei valószínűsítik, hogy az i. e. 8–7. században keletkezett "város" nyomaira bukkantak.